# Virginie Montel
Virginie Montel ist eine Kostümbildnerin beim französischen Film.

## Leben
Virginie Montel trat 1991 als Assistentin für die Kostüme bei dem französisch-kanadischen Liebesdrama Ein Stern für zwei mit Lauren Bacall erstmals beim Film in Erscheinung. Seit 1995 ist sie regelmäßig als hauptverantwortliche Kostümbildnerin tätig. So verpflichtete sie Mathieu Kassovitz für das Kostümbild seiner Kriminaldramen Hass (1995) und Mörder (1997). Seit ihrer Arbeit an dem Thriller Café in Flammen (2000) betraute der Regisseur Pierre Salvadori Montel immer wieder mit dem Kostümbild seiner Filme, so auch bei den Audrey-Tautou-Komödien Liebe um jeden Preis (2006), Bezaubernde Lügen (2010) und Lieber Antoine als gar keinen Ärger (2018).
Mit der Kostümbildnerin Isabelle Pannetier, die ab Ende der 1990er Jahre zunächst ihre Assistentin war, arbeitete Montel auch später mehrmals zusammen, etwa bei den Psychothrillern Wer tötete Bambi? (2003) und Lemming (2005). Auch mit dem Regisseur Jacques Audiard arbeitete Montel für die Filme Der wilde Schlag meines Herzens (2005), Ein Prophet (2009), Der Geschmack von Rost und Knochen (2012), Wo in Paris die Sonne aufgeht (2021) und Emilia Pérez (2024) wiederholt zusammen.
Für die beiden Filme Public Enemy No. 1 – Mordinstinkt und Public Enemy No. 1 – Todestrieb, die als zweiteilige Filmbiografie das Leben des Gewaltverbrechers und Frankreichs damaligem Staatsfeind Nr. 1 Jacques Mesrine mit Vincent Cassel in der Hauptrolle nacherzählen, erhielt Montel 2009 ihre erste Nominierung für den César in der Kategorie Beste Kostüme. Jacques Audiards Gefängnisdrama Ein Prophet brachte ihr ein Jahr später erneut eine Nominierung ein, der 2025 für Audiards Thrillermusical Emilia Pérez eine weitere folgte.
Im Jahr 2018 wurde Montel zusammen mit Isabelle Pannetier in die Academy of Motion Picture Arts and Sciences berufen, die jährlich die Oscars vergibt. 2022 kam sie auch bei der Horrorkomödie Final Cut of the Dead von Michel Hazanavicius als Kostümbildnerin zum Einsatz.

## Filmografie (Auswahl)
- 1995: Hass (La Haine)
- 1997: Mörder (Assassin(s))
- 1998: Die Chaoten-Gang (Les Kidnappeurs)
- 2000: Café in Flammen (Les Marchands de sable)
- 2000: Scènes de crimes
- 2000: Harry meint es gut mit dir (Harry, un ami qui vous veut du bien)
- 2000: Aïe
- 2001: Eine Schwalbe macht den Sommer (Une hirondelle a fait le printemps)
- 2001: Tödliche Bekenntnisse (Sur mes lèvres)
- 2003: Wer tötete Bambi? (Qui a tué Bambi?)
- 2003: Après vous … Bitte nach Ihnen (Après vous)
- 2004: Agents Secrets – Im Fadenkreuz des Todes (Agents secrets)
- 2005: Der wilde Schlag meines Herzens (De battre mon cœur s’est arrêté)
- 2005: Lemming
- 2006: Liebe um jeden Preis (Hors de prix)
- 2008: Public Enemy No. 1 – Mordinstinkt (L’Instinct de mort)
- 2008: Public Enemy No. 1 – Todestrieb (L’Ennemi public nº 1)
- 2009: Ein Prophet (Un prophète)
- 2010: Bezaubernde Lügen (De vrais mensonges)
- 2011: Liebe und blaue Flecke (Love and Bruises)
- 2012: Der Geschmack von Rost und Knochen (De rouille et d’os)
- 2012: The Lookout – Tödlicher Hinterhalt (Le Guetteur)
- 2013: Die unerschütterliche Liebe der Suzanne (Suzanne)
- 2014: Der Hof zur Welt (Dans la cour)
- 2014: Lieber Weihnachtsmann (Le Père Noël)
- 2017: Wie die Mutter, so die Tochter (Telle mère, telle fille)
- 2018: Lieber Antoine als gar keinen Ärger (En liberté)
- 2018: An Impossible Love (Un amour impossible)
- 2019: Sibyl – Therapie zwecklos (Sibyl)
- 2020: Le Bonheur des uns …
- 2021: Wo in Paris die Sonne aufgeht (Les Olympiades)
- 2021: Salamandra (La Salamandre)
- 2022: Final Cut of the Dead (Coupez!)
- 2022: La Petite Bande
- 2023: Rückkehr nach Korsika (Le Retour)
- 2024: Emilia Pérez

## Auszeichnungen
- 2009: Nominierung für den César in der Kategorie Beste Kostüme für Public Enemy No. 1 – Mordinstinkt und Public Enemy No. 1 – Todestrieb
- 2010: Nominierung für den César in der Kategorie Beste Kostüme für Ein Prophet
- 2025: Nominierung für den César in der Kategorie Beste Kostüme für Emilia Pérez
- 2025: Nominierung für den Costume Designers Guild Award in der Kategorie Gegenwartsfilm für Emilia Pérez